# 孟恩遠
孟 恩遠（もう おんえん）は清末民初の軍人。北京政府、安徽派に属した。字は曙村。

## 事績
1895年（光緒21年）、袁世凱が創設した新建陸軍に加入する。その後、北洋第4鎮馬標標統、直隷巡防営統領、南陽鎮総兵などを歴任した。徐世昌が東三省総督になると、孟恩遠は吉林巡防営督弁（吉軍翼長）、北洋第23鎮統制を歴任した。
1912年（民国元年）、鎮が師に改組され、孟はそのまま第23師師長をつとめた。その後、吉林護軍使に昇進する。1914年（民国3年）、鎮安左将軍督理吉林軍務（いわゆる吉林将軍。後に吉林督軍）に昇進した。1915年（民国4年）12月、袁世凱が皇帝に即位すると、一等伯爵に封じられた。
1916年（民国5年）6月の袁世凱死後は、安徽派に属した。1917年（民国6年）7月の張勲復辟に加担したため、いったん督軍を辞職する。それでも、後任督軍の田中玉が奉天派の張作霖の圧力を受けて辞職したため、孟は督軍に返り咲いた。しかし1919年（民国8年）、張の圧力で今度は孟が吉林督軍から罷免されそうになる。孟は武力で抵抗しようとしたが、奉軍には敵し得ず、ついに辞任した。以後、天津の租界に逃げ込んで、政界・軍界から引退した。
1933年（民国22年）、病没。享年75。

## 注
1. ↑  徐友春主編『民国人物大辞典 増訂版』957頁による。Who's Who in China 3rd ed.,p.604は1855年とする。